# Hovea corrickiae
Hovea corrickiae är en ärtväxtart som beskrevs av James Henderson Ross. Hovea corrickiae ingår i släktet Hovea och familjen ärtväxter. Inga underarter finns listade i Catalogue of Life.